# Seneleleni Ndwandwe
Seneleleni Ndwandwe (alias Seneleni Nxumalo) (décédée en 1980) est Ndlovukati (Reine mère) du Swaziland sous le règne de Sobhuza II. Elle est la sœur et la co-épouse de son prédécesseur, Zihlathi Ndwandwe.